# Ma vie est une chanson
Pour plus de détails, voir Fiche technique et Distribution.
Ma vie est une chanson (Words and Music) est un film musical américain de Norman Taurog tourné en  1948. Il est inspiré de la vie du compositeur Lorenz Hart.

## Fiche technique
- Titre original : Words and Music
- Titre français : Ma vie est une chanson
- Réalisation : Norman Taurog
- Scénario : Fred F. Finklehoffe d'après une histoire de Guy Bolton et Jean Holloway
- Adaptation : Ben Feiner Jr.
- Direction artistique : Cedric Gibbons, Jack Martin Smith
- Décors : Richard Pefferle et Edwin B. Willis
- Costumes : Helen Rose et Valles
- Maquillage : Jack Dawn, Dorothy Ponedel
- Directeurs de la photographie : Charles Rosher et Harry Stradling Sr.
- Montage : Albert Akst, Ferris Webster
- Musique : Lennie Hayton, Conrad Salinger (non crédités)
- Directeur musical : Lennie Hayton
- Chorégraphie : Robert Alton
- Production: Arthur Freed
- Société(s) de production : MGM
- Société(s) de distribution : MGM
- Budget : 2 799 970 $ US[1]
- Pays d'origine :  États-Unis
- Langue originale : anglais
- Format : couleur (Technicolor) – 35 mm – 1,37:1 – mono (Western Electric Sound System)
- Genre : biopic, film musical et comédie
- Durée : 120 minutes
- Date de sortie : 
  - États-Unis : 31 décembre 1948

## Distribution
- Mickey Rooney : Lorenz Hart
- Janet Leigh : Dorothy Feiner Rodgers
- Tom Drake : Richard Rodgers
- Perry Como : Eddie Lorrison Anders
- Ann Sothern : Joyce Harmon
- Cyd Charisse : Margo Grant
- Betty Garrett : Peggy Lorgan McNeil
- Marshall Thompson : Herbert Fields
- Jeanette Nolan : Mme Hart
- Richard Quine : Ben Feiner Jr.
- Edward Earle : James Fernby Kelly

Acteurs non crédités :
- Marietta Canty : Mary
- Gino Corrado : le serveur italien
- George Davis : un serveur
- Allyn Ann McLerie : une chanteuse des Garrick Gaieties
- George Meeker : le producteur
- Kathleen O'Malley : une jeune femme dans le parc

Acteurs dans leur propre rôle
- June Allyson
- Judy Garland
- Lena Horne
- Gene Kelly
- Vera Ellen